# UFC Brazil
UFC Brazil también conocido como (UFC 17.5) fue un evento de artes marciales mixtas celebrado por Ultimate Fighting Championship el 16 de octubre de 1998 en el Ginasio da Portuguesa, en Sao Paulo, Brasil.

## Historia
UFC Brasil marcó la primera aparición de Pedro Rizzo, que pasaría a convertirse en un contendiente top de peso pesado de UFC. El evento también contó con la primera aparición del excampeón de peso medio y leyenda de PRIDE Wanderlei Silva.
UFC Brasil causó controversia debido al hecho de que la bandera brasileña fue mal representada en el material promocional. La bandera se compone de 26 estrellas en la parte inferior del círculo azul y una estrella solitaria en la parte superior que simboliza el estado de Pará. Por el contrario, el material promocional mostró sólo 25 estrellas en la parte inferior y no la estrella en la parte superior.

## Resultados
| Evento principal    | Evento principal      | Evento principal | Evento principal | Evento principal            | Evento principal | Evento principal | Evento principal |
| Categoría           |                       |                  |                  | Método                      | Ronda            | Tiempo           | Notas            |
| ------------------- | --------------------- | ---------------- | ---------------- | --------------------------- | ---------------- | ---------------- | ---------------- |
| Peso semipesado     | Frank Shamrock        | derr.            | John Lober       | Sumisión (golpes)           |                  | 7:40             | [ a ]            |
| Peso wélter         | Pat Miletich          | derr.            | Mikey Burnett    | Decisión                    |                  | 21:00            | [ b ]            |
| Peso semipesado     | Vitor Belfort         | derr.            | Wanderlei Silva  | TKO (golpes)                |                  | 0:44             |                  |
| Peso pesado         | Pedro Rizzo           | derr.            | Tank Abbott      | KO (golpe)                  |                  | 8:07             |                  |
| Peso pesado         | Tsuyoshi Kohsaka      | derr.            | Pete Williams    | Decisión                    |                  | 15:00            |                  |
| Peso semipesado     | Ebenezer Fontes Braga | derr.            | Jeremy Horn      | Sumisión (guillotine choke) |                  | 3:27             |                  |
| Peleas alternativas |                       |                  |                  |                             |                  |                  |                  |
| Peso ligero         | Cesar Marscucci       | derr.            | Paulo Santos     | TKO                         |                  | n/a              |                  |
| Peso medio          | Tulio Palhares        | def.             | Adriano Santos   | TKO                         |                  | 9:00             |                  |

1. ↑  Por el Campeonato de Peso Semipesado de UFC.
2. ↑  Por el Campeonato de Peso Welter de UFC.